# موزه ملی تاریخ طبیعی دهلی نو
موزه ملی تاریخ طبیعی دهلی نو (انگلیسی: National Museum of Natural History, New Delhi) یکی از دو موزه‌ای بود که در شهر دهلی نو در حوزه پوشش و فعالیتش تاریخ طبیعی هند بود. احداث این موزه در سال ۱۹۷۲ آغاز و در سال ۱۹۷۸ افتتاح شد و یکی از زیرمجموعه‌های وزارت محیط زیست و جنگل‌های دولت هند بود. این موزه در مرکز شهر دهلی نو واقع شده بود.
موزه ملی تاریخ طبیعی دهلی نو در تاریخ ۲۶ آوریل ۲۰۱۶ دچار آتش‌سوزی شد و ساختمان و کل مجموعه موزه از بین رفت.